# Inkabi Zezwe
Inkabi Zezwe – południowoafrykański duet złożony z Sjava i Big Zulu założony w 2022 roku. Ich debiutancki singiel „Umbayimbayi” zajął pierwsze miejsce na listach przebojów i dostał platynową płytę w RPA.

## Dyskografia
- Ukhamba (2023)